# Bogense
Bogense – miasto w Danii, na wyspie Fionia, nad cieśniną Mały Bełt, od 1 stycznia 2007 siedziba gminy Nordfyn, a do 31 grudnia 2006 siedziba gminy Bogense. W 2020 liczyło 3990 mieszkańców.
Od 2019 r. miasto jest siedzibą Rady Języka Duńskiego. To wynik rządowej inicjatywy przenoszenia państwowych instytucji poza stołeczne miasto Kopenhagę.
W 2019 r. w Bogense przeprowadzono 70. mistrzostwa świata w kolarstwie przełajowym.